# Wireless Application Protocol Bitmap Format
Das Wireless-Application-Protocol-Bitmap-Format (kurz Wireless-Bitmap oder auch WAP-Bitmap genannt) ist ein Dateiformat für Grafiken, die für mobile Geräte optimiert sind. Sie haben die Dateiendung .wbmp.
Ein WBMP-Bild ist eine Rastergrafik mit nur 1 Bit Farbtiefe. So kann jedes Pixel entweder gefüllt (schwarz) oder nicht gefüllt (Hintergrundfarbe des mobilen Endgerät) sein.

## Geschichte
In der frühen Zeit des mobilen Internets hatten viele Geräte noch einen Schwarzweiß-Bildschirm – somit konnten sie meist nur zwei Zustände auf dem Bildschirm anzeigen. Weiterhin war das mobile Internet früher mit GSM-Einwählung sehr langsam, und es war üblich über die heruntergeladenen Megabyte abzurechnen, für die ein Tarif galt. Somit bestand damals eine Notwendigkeit für möglichst kleine Bilddateien, und dafür wurde das Wireless Application Protocol Bitmap Format geschaffen.
Mittlerweile ist das Format längst überholt, da deutlich höhere Geschwindigkeiten, andere Abrechnungsarten, Farbbildschirme- und Touchscreens, deutlich größere Arbeitsspeicher und ferner noch effizientere und teils funktionalere Konkurrenz das Format unnötig machten.
Verwendung findet heutzutage nur noch untergeordnet in Grafiktaschenrechnern oder Embedded-Systemen statt.